# Headland (Alabama)
Headland é uma cidade localizada no estado americano do Alabama, no Condado de Henry.

## Demografia
Segundo o censo americano de 2000, a sua população era de 3523 habitantes.
Em 2006, foi estimada uma população de 3820, um aumento de 297 (8.4%).

## Geografia
De acordo com o United States Census Bureau, a localidade tem uma área de 41,5 km², sem área coberta por água. Headland localiza-se a aproximadamente 116 m acima do nível do mar.

## Localidades na vizinhança
O diagrama seguinte representa as localidades num raio de 16 km ao redor de Headland.